# Ione (Oregon)
Pour les articles homonymes, voir Ione.
Ione est une municipalité américaine située dans le comté de Morrow en Oregon.
Lors du recensement de 2010, sa population est de 329 habitants. La municipalité s'étend sur 0,65 mille carré (1,68 km2).
Ione devient une municipalité le 14 juillet 1899.